# Бриючий політ

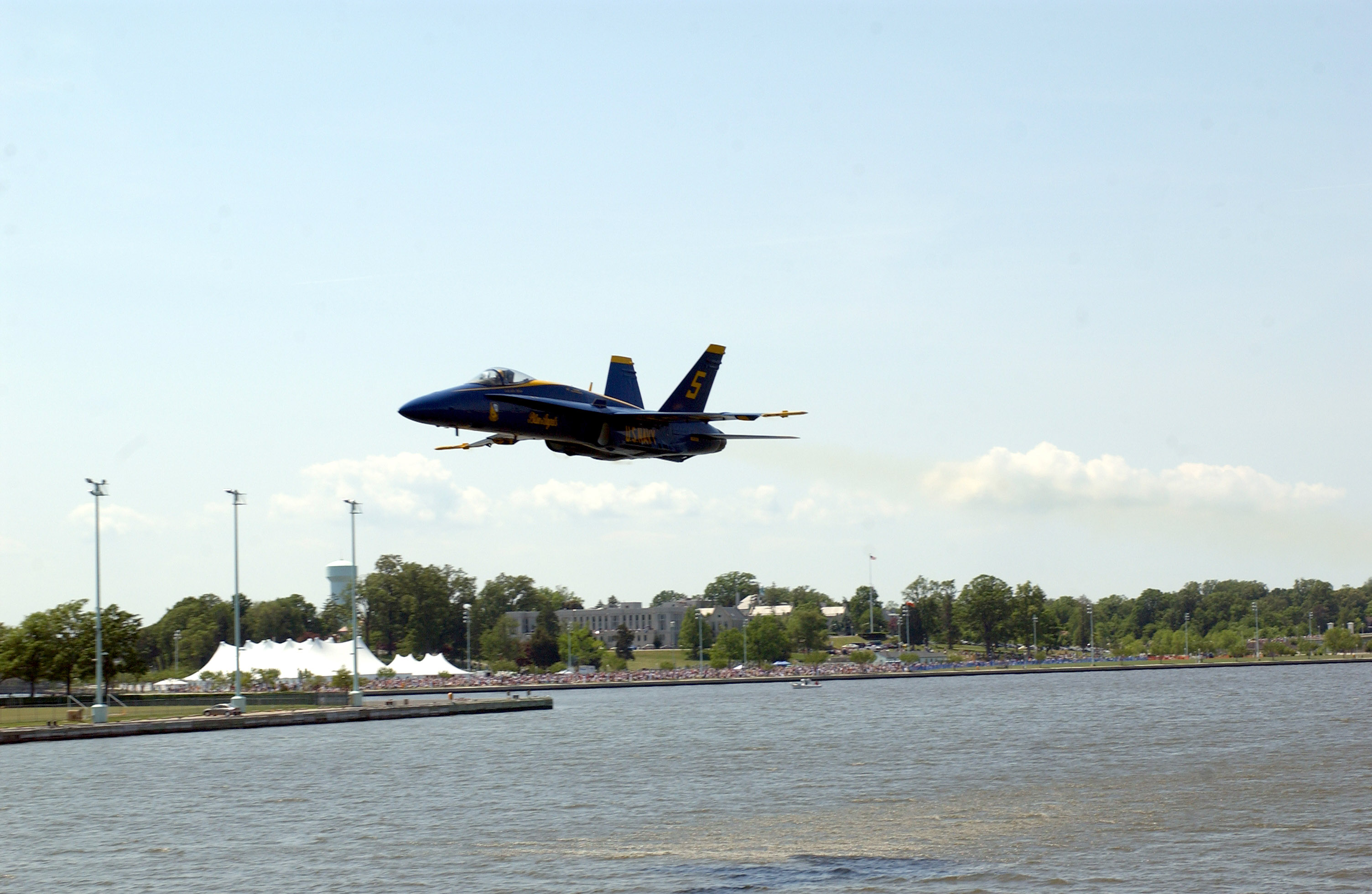
Бриючий політ у виконанні F/A-18 Hornet з групи вищого пілотажу ВПС США

Бри́ючий політ, позе́мний літ — політ літака на гранично малій (5-50 м) висоті, яка дозволяє уникати зіткнення з місцевими предметами і здійснювати своєчасне маневрування для обльоту перешкод.
Застосовується у військовій авіації для замаскованого підходу і раптового нападу на об'єкт, що прикривається сильними засобами ППО. Також використовується у сільськогосподарській та протипожежній авіації.

## Крилаті ракети
Сучасні крилаті ракети здатні летіти на невеликій висоті над поверхнею землі (англ. terrain hugging), аж до кількох метрів над землею. Поземний політ забезпечує меншу помітність, оскільки ракета приховується від радарів за горизонтом і місцевістю, однак зменшується ефективність витрати пального. Тому сучасні ракети часто комбінують переваги обох принципів, летячи вище на початкових етапах для збільшення дальності, а потім знижуючись до поземного польоту в зоні дії ворожих засобів ППО. Аналогічно для крилатих протикорабельних ракет характерно летіти в кількох метрах над поверхнею води (англ. sea skimming) або комбінувати політ на висоті та в кількох метрах над водою.
Для забезпечення огинання ландшафту крилаті ракети використовують низку способів навігації: DSMAC — порівняння зображень з камери з завантаженими зображеннями місцевості, TERCOM — виявлення рельєфу місцевості за допомогою радара та порівняння з картою місцевості, TERPROM — порівняння карти висот з даними радіолокаційного висотоміра тощо.